# Evelyn Kreinecker

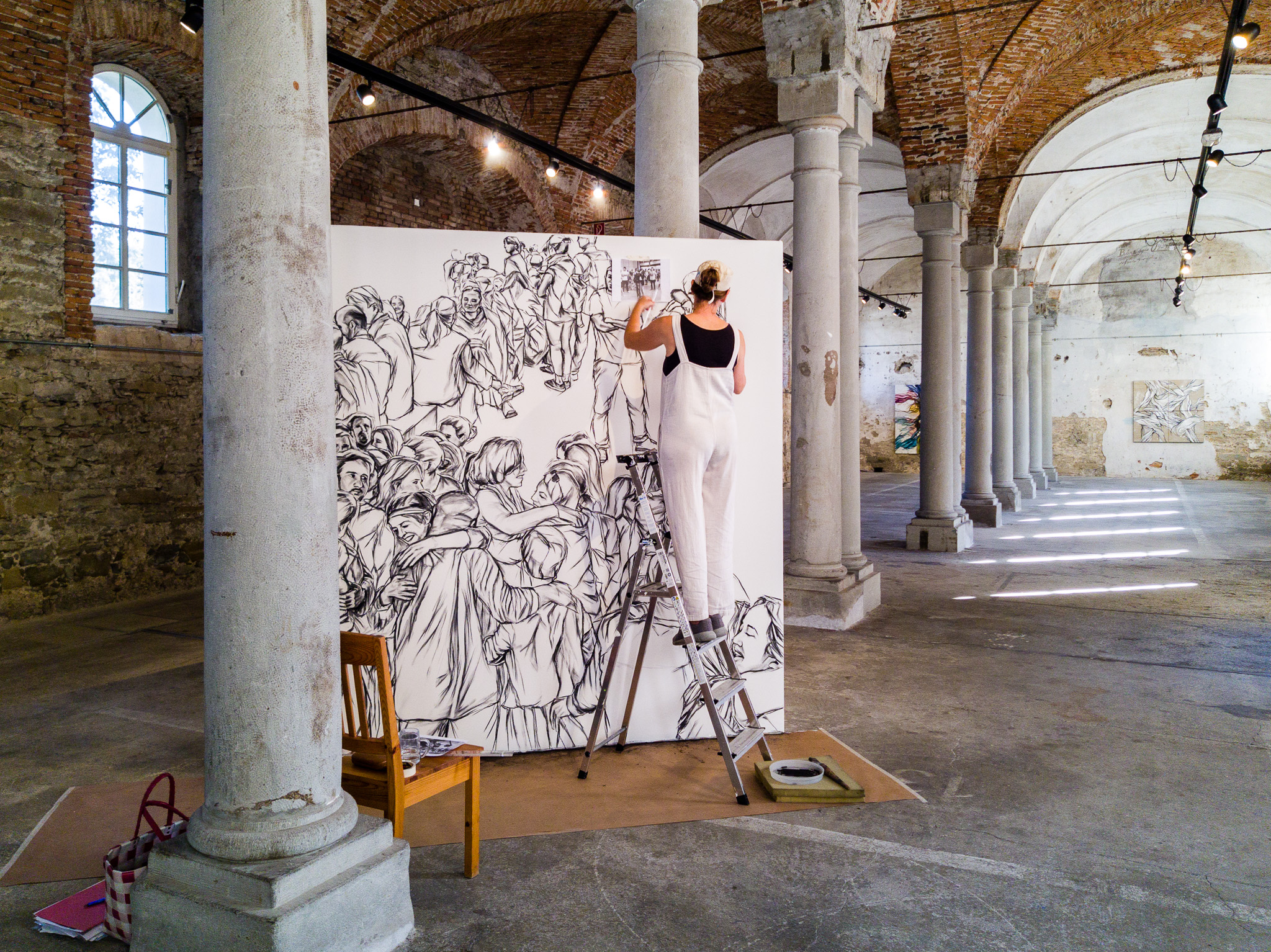
Evelyn Kreinecker während ihrer Ausstellung VIVID in der Hipp-Halle Gmunden (Österreich)

Evelyn Kreinecker (* 4. Juni 1971 in Grieskirchen) ist eine österreichische Künstlerin, die mit Malerei und Animationsfilm arbeitet.

## Leben und Wirken
Evelyn Kreinecker erhielt Ausbildungen bei Anton Petz, Martin Staufner und Bogdan Pascu. In Stop-Motion-Technik zeichnet sie mit Kohle auf Leinwand Szenerien, die sich verändern, überlagern und wieder ausgelöscht werden.
Sie ist Mitglied im Künstlerhaus Wien, bei Die Kunstschaffenden (ehemals Vereinigung Kunstschaffender Oberösterreichs), der Galerie Forum Wels und leitete von 2014 bis 2021 als erste Frau die Künstlergilde Eferding.
Evelyn Kreinecker lebt und arbeitet als freischaffende Künstlerin in Prambachkirchen, Oberösterreich. Ihr Werk umfasst Malerei, Zeichnung, Grafik und Animationsfilm.

## Einzelausstellungen
- 2010: Menschenbilder – St. Marienkirchen an der Polsenz
- 2015: Betrachtungen – Bildungshaus Schloss Puchberg[3]
- 2017: Wegstücke – AK-Jägermayrhof Linz, Einzelausstellung[4]
- 2019: Exploration 5.5 – Museum Angerlehner, Thalheim/Wels[5]
- 2019: Immerse. Mufuku Weibern, OÖ[6][7]
- 2021: Wegstücke. Ausstellung und Filmpräsentation, Asifakeil Q21, MuseumsQuartier, Wien[8]
- 2022: SIE. Kirche St. Wolfgang in Kanning, Ernsthofen[9][10]
- 2022: 800 II Menschen. Mural, Stuckwirt Eferding, communale oö[9][11]
- 2023: VIVID – Hipp-Halle in Gmunden[12]
- 2024: How fragile we are – Galerie Lebzelterhaus Vöcklabruck[13]

## Gruppenausstellungen (Auswahl)
- 2010–2015
  - Radikal – Galerie Forum, Wels
  - HIT – Kunstprojekt Hartheimer Inklusionstage
- 2016
  - Wirrwarr – Sturm und Drang Galerie, Linz
  - Der Stand der Dinge – Galerie Forum, Wels
  - Malfluss und Kunststrom – Engelhartszell
  - Der Titel tut nichts zur Sache – Galerie Forum, Wels
  - Mitten unter – Schloss Hartheim, Alkoven
- 2017
  - Kunst ist schlimmer als Heimweh – Galerie Forum, Wels
- 2018
  - Hinter den Gründen – Kunstforum Linz AG, Doppelausstellung mit Birgit Schweiger[14][15][16]
  - Arte Noah – Kunsthalle Feldbach
  - Über den Tiefen – Doppelausstellung mit Adelheid Rumetshofer in der Galerie der Stadt Traun
- 2019
  - Animal Soziale. Doppelausstellung mit Roland Maurmair im 44-er Haus, Leonding[17]
  - Und Schwester Makart geht auf Wanderschaft. Künstlerhaus, 1050 Wien[18]
- 2020
  - Kollaterale. Ein Kunstprojekt mit DIE FORUM, Wels[19]
  - Frischluft. Dokumentationsarchiv für moderne Kunst, St. Pölten[20]
  - Spuren und Masken der Flucht. Landesgalerie Niederösterreich, Krems[21]
  - Dekoration ist Verbrechen. „Ausstellungsraum“, Wien[22]
- 2021
  - Immerso. Galerie artdepot, Innsbruck[23]
  - Silent Drawing #2. Filmprojekt mit dem MedienKulturHaus, Wels[24]
- 2022
  - Im Maßstab. Berchtoldvilla Salzburg, Galerie Die Kunstschaffenden Linz[25]
  - Perspektivwechsel. St. Anna Kapelle, Kunstverein Passau
  - Kunst. Leben. Leidenschaft. 10 Jahre Museum Angerlehner. Die Sammlungsschau, Thalheim bei Wels

## Filme
- Flucht. Animationsfilm, 2:38 min, 2015
- Wegstücke. Animationsfilm, 5 min, 2017[26]
- Sensus.[2] 3:33 min, 2019
- Manipulation 1–3. Augmented reality artwork, 2019[19]

## Werke in Sammlungen
- Kunstsammlung des Landes Oberösterreich[27]
- Lentos Kunstmuseum Linz[28]
- Museum Angerlehner

## Auszeichnungen
- 2018: Hubert-Sielecki-Award für Wegstücke beim Filmfestival Tricky Women/Tricky Realities[29]
- 2019: Lenz-Award[2] für Wegstücke beim Festival of Nations

## Publikationen
- Evelyn Kreinecker (Hrsg.), Johannes Holzmann, Norbert Trawöger (Text), Christoph Ferner (Übersetzung): Wegstücke. Grasl Druck, Bad Vöslau 2017.
- Evelyn Kreinecker (Hrsg.), Angelika Doppelbauer (Text), Pamela Ferner (Übers.): SIE. Gutenberg-Werbering, Linz 2021, ISBN 978-3-200-08176-5 (deutsch, englisch).[30]